# Héctor Yunes Landa
Héctor Yunes Landa (Soledad de Doblado, Veracruz; 27 de septiembre de 1958) es un político y abogado mexicano, miembro del Partido Revolucionario Institucional. De 2012 a 2016, representó a Veracruz como senador en las LXII y LXIII legislaturas. También se desempeñó como diputado desde 1985 hasta 1988 en la LIII legislatura. Actualmente se desempeña como diputado ante el Congreso del Estado de Veracruz en la LXVII Legislatura.

## Biografía
Yunes se graduó de la Universidad Veracruzana en 1982 con un título en derecho, aunque su carrera política comenzó ya en 1977, cuando se unió al Partido Revolucionario Institucional. En 1979, fundó y presidió el Comité Ejecutivo Estatal de FIREV, el Frente Defensivo Independiente Estudiantil de Veracruz.

## Carrera Política
Dejó el cargo de presidente del FIREV en 1981 para convertirse en el secretario general del Movimiento Nacional de Jóvenes Revolucionarios del Estado; de 1982 a 1989, fue el secretario general nacional de la Organización Revolucionaria Popular Juvenil. Simultáneamente, entre 1985 y 1988, Yunes Landa se desempeñó como diputado federal por primera vez en la LIII Legislatura del Congreso de la Unión de México; se sentó en comités relacionados con la Marina, Pesca, Medio Ambiente, Ecología, Asuntos Fronterizos, Justicia e Información, Administración y Quejas.
En 1988, Yunes Landa sirvió brevemente como asesor del Secretario de Pesca, pero luego fue a estudiar a la Universidad de Warwick en Inglaterra, incluso presidió su Asociación de Estudiantes Extranjeros entre 1990 y 1991; se graduaría de esa institución con un postgrado en administración pública y análisis político.  El año siguiente, asistió al Centro de Derecho de la Universidad Nacional en Washington, DC, donde obtuvo una maestría en derecho internacional y comparado; mientras estuvo allí, presidió la Asociación de Abogados Extranjeros de la escuela de posgrado. Después de tres años como enlace para la Federación Nacional de Organizaciones y Ciudadanos en el estado de Sinaloa y un coordinador regional para el PRI nacional en el mismo estado (1993-96), Yunes Landa fue a trabajar para el INFONAVIT, donde era un representante regional. coordinador de delegación y asesor del director general entre 1996 y 1997. El año siguiente, Yunes fue a otro fondo, FONATUR (Fondo Nacional para Estimular el Turismo), donde fue director legal entre 1998 y 2001; se transfirió brevemente al Fondo Nacional de Vivienda Popular (FONHAPO), donde fue gerente legal y dirigió la Unidad de Vinculación Institucional). Durante este tiempo, entre 1997 y 2001, Yunes Landa fue el secretario de la Comisión Nacional del Registro del Partido dentro del PRI.

## INFONAVIT
Después de un breve retorno al INFONAVIT en 2002 y 2003, Yunes Landa fue designado subsecretario de gobierno de Veracruz, cargo que ocupó la mayor parte del tiempo entre 2003 y 2007. La única excepción fue un breve período en 2004 cuando era un secretario privado del gobernador.  En 2007, por primera vez en casi 20 años, Yunes Landa regresó a una legislatura, la LXI Legislatura de Veracruz, como diputado local. Dirigió el grupo parlamentario del PRI en la legislatura y presidió la Junta de Coordinación Política (JUCOPO).  Entre 2011 y 2012, Yunes Landa se desempeñó como presidente del PRI en el estado de Veracruz.  En 2012, los votantes de Veracruz eligieron a Yunes Landa para el Senado para las LXII Legislatura del Congreso de la Unión de México y LXIII Legislatura del Congreso de la Unión de México. Fue el presidente del Comité de Protección Civil y se sentó en los que se ocupan de Federalismo, Comunicaciones y Transporte, y Energía.

## Campaña a la Gubernatura 2016
En enero de 2016, Yunes Landa renunció al Senado y fue reemplazado por Erika Ayala Ríos, cuando lanzó una oferta para gobernador de Veracruz. Su principal oposición fue su primo hermano, Miguel Ángel Yunes Linares, quien anteriormente había abandonado el PRI y corría bajo un estandarte de PAN-PRD. Durante las elecciones de 2016, Yunes Landa "lamentó" su relación familiar con Yunes Linares, de quien dijo haber "insultado" a su familia. Cinco partidos finalmente apoyaron la candidatura de Yunes Landa: el PRI, PVEM, Nueva Alianza, PT y Alternativa Veracruzana, un estado parte. Yunes Landa obtuvo el 30.1 por ciento de los votos, pero perdió ante Yunes Linares, quien se convirtió en el primer gobernador no-PRI del estado en 86 años.

### Diputado Federal de la LXIV Legislatura
El 29 de agosto de 2018, Yunes Landa tomo protesta como diputado federal por el principio de representación proporcional de la LXIV Legislatura de la Cámara de Diputados formando parte de la Mesa de Decanos. 
El 19 de febrero de 2019 Yunes Landa solicitó licencia como diputado federal del PRI y su suplente fue Edmundo Martínez Zaleta.